# IC 5117
IC 5117 — галактика типу PN (планетарна туманність) у сузір'ї Либідь.
Цей об'єкт міститься в оригінальній редакції індексного каталогу.